# الشركة المغربية–الإماراتية للتنمية
الشركة المغربية ـ الإماراتية للتنمية (سوميد) (بالفرنسية: Société Maroco-Emiratie de Développement)‏ هي شركة كبرى مقرها في المغرب. هي نشطة في مجموعة من القطاعات مثل التعدين وبيع مواد البناء والسياحة والتطوير العقاري وتجهيز الأغذية وتجارة السيارات. يتألف رأس مالها من شركة الشركة الوطنية للاستثمار التابعة للملك محمد السادس، والصناديق الإماراتية الخاصة والدولة المغربية.

## ملكية
في فبراير 2008، دخلت الشركة الوطنية للاستثمار في رأس مال الشركة المغربية ـ الإماراتية للتنمية، بشراء ما يعادل 1.24 مليار درهم من الأسهم. أصبح التقسيم: 
- 32.9 ٪ الشركة الوطنية للاستثمار
- 33.9 ٪ صناديق الإمارات الخاصة
- 33.25 ٪ تريزور المغرب (الدولة المغربية)

كان وزير الداخلية المغربي الأسبق، مصطفى ساهل، الرئيس التنفيذي للشركة.

## الأنشطة
قامت الشركة بتطوير منتجع، وكازينو، وغولف، والذي باعته لمؤسسة صندوق الإيداع والتدبير المملوكة للدولة المغربية في عام 2010 مقابل مبلغ لم يُكشف عنه.

## الشركات التابعة
تذكر المواقع الرسمية الشركات الفرعية التالية: 
- الفنادق
  - شيراتون الدار البيضاء
  - فندق وسبا بولمان مراكش
  - أطلس الموحد الدار البيضاء
  - أطلس الموحد أغادير
  - أطلس الموحد طنجة
  - فندق بارسيلو فاس
  - فندق واحة أجيدال مراكش
  - فندق أطلس للضيافة المغرب الرباط
- العقارات
  - سوميد ديفيلوبمينت
- متنوع
  - زاليدجا (شركة رباب )؛ الشركات التابعة: [5]
    - العين، فيني بروسيت، إس إف بي زيليدجا، أتلانتس، قصر إفريقيا ماروك، شركة رباب، دلما (مالك شيراتون الدار البيضاء)، [6] دايو الرباط (مالك هيلتون الرباط )
- تجهيز الأغذية وصيد الأسماك
  - سوبرليفز
  - يو أم أي بي
  - أوليكو
- البناء والتوزيع والصناعة
  - إس إف بي زيليدجا (شركة زيليدجا لسبك الرصاص)
  - فيني بروسيت (فيني بروسيت)
  - شركة تطوير السيارات (الموزع الحصري لشركة مازيراتي في المغرب)
- التعليم
  - جامعة الدار البيضاء الدولية (الحائز على جائزة سوميد للتعليم القابضة)

## روابط خارجية
- SOMED.ma